# James Baldwin
James Arthur Baldwin (Nueva York, 2 de agosto de 1924-Saint-Paul de Vence, 1 de diciembre de 1987) fue un novelista, dramaturgo, ensayista, poeta y activista por los derechos civiles estadounidense. Conocido por obras como Notas de un hijo nativo, La próxima vez el fuego, Ve y dilo en la montaña y "El cuarto de Giovanni" , abrió nuevos horizontes literarios al explorar los temas raciales, sexuales y sociales en sus obras.
Los temas principales de la obra de Baldwin son su relación con la religión, el racismo y la homosexualidad en los Estados Unidos de mediados del siglo XX especialmente en Notes of a Native Son [Notas de un hijo nativo]. Sus novelas exploran de un modo personal los temas de la identidad colectiva, y ponen en solfa las presiones sociales hacia los colectivos de los negros y los homosexuales. El cuarto de Giovanni, por ejemplo, fue escrito en 1956, mucho antes de los movimientos de liberación gay.
En La próxima vez el fuego (The Fire Next Time), James Baldwin establece vínculos entre sus principales temas, incluyendo el racismo y la religión. Dice que no fueron sus devotos padres los que le impidieron ser lo que soñaba ser, sino la sociedad. Dice que no tenía intención de dejar que los blancos lo definieran como un inútil que acabaría en un gueto. En este libro, la religión  cristiana es utilizada por los blancos para esclavizar a los negros y en particular para justificar la esclavitud y el racismo.

## En sus primeros años
James Arthur Baldwin nació en el barrio de Harlem en Nueva York. Nacido de una joven madre soltera en una situación económica desfavorable. Era el mayor de los nueve hijos que tuvo su madre, Emma Berdis Jones. Nunca conoció a su padre biológico y nunca su madre le habría dicho su nombre. 
Su relación con su padre adoptivo, su padrastro (al que llamó padre), el predicador David Baldwin, al que conocía desde que tenía unos tres años, un hombre estricto y religioso, era muy conflictiva. Sufrió abuso verbal de su padrastro que a menudo se refería a él como "el niño más feo que jamás haya visto".

## Educación
Era autodidacta y desarrolló la pasión por la lectura y el don de la escritura desde muy joven.
En la escuela Frederick Douglass Junior High School (middle school), su profesor de matemáticas lo convenció de que se convirtiera en editor de la revista de la escuela. Cuando tenía 13 años, escribió su primer artículo: Harlem– Then and Now [Harlem, entonces y ahora].
Uno de sus profesores fue el gran poeta Countee Cullen, una de las principales figuras del movimiento del Renacimiento de Harlem, lo que impulsó aún más su interés por la literatura.
Después, estudió en la escuela DeWitt Clinton High School (high school) (en el Bronx). Trabajó en su revista escolar con el futuro fotógrafo famoso Richard Avedon y con quien colaboró aún más tarde. Allí publicó muchos poemas, cuentos y obras de teatro.
A los 14 años entró en la Iglesia Pentecostal de Harlem, donde ejerció como predicador. 
Un año después de su graduación, asistió a los disturbios raciales en Nueva York y vio la muerte de su padrastro. Después de esta pérdida, Baldwin sintió que tenía que hacer de padre para sus ocho hermanos. Ni siquiera podía soñar con ir a la universidad. Así que James Baldwin empieza a tomar cualquier trabajo que pueda encontrar para traer dinero a casa. Entre otras cosas, habrá sido obrero, lavaplatos y ayudante de cocina.
Ante el rechazo de su padre a su inspiración como escritor, se mudó a Greenwich Village. Solía tocar la guitarra por la noche en los cafés de Greenwich Village, donde también escribía durante largas horas, tratando de cumplir su sueño de convertirse en escritor. El novelista Richard Wright se dio cuenta de su talento y le ayudó a obtener una ayuda financiera para poder continuar su vida como escritor.  Baldwin aprecia las fuertes opiniones de Wright sobre la raza en América. Wright ayudó a Baldwin a obtener una beca para escribir su primera novela, lo que le permitió trasladarse a París en 1948.

## Su relación con la religión cristiana
Viviendo en un ambiente cristiano: un padrastro pastor y una madre devota.
A pesar de su tensa relación, Baldwin siguió los pasos de su padrastro. En 1938, a la edad de 14 años, James Baldwin tomó el camino de la religión y se convirtió en predicador porque no había otra opción en Harlem. Era eso o el crimen. Y especialmente porque en ese momento creía en el cristianismo.

Pasaron los años y se dio cuenta de que la religión, "la religión de los blancos" sólo estaba ahí para esclavizar al pueblo y en particular al pueblo afroamericano, especificando que incluso los que más predican la religión son los que menos la respetan. Pero sigue diciendo que la religión le ayudó a superar una crisis personal. 
Que perteneces al lugar donde los blancos te han puesto. 

Su experiencia religiosa sirvió para influenciar su posición general sobre la religión, y su último rechazo de la misma en nombre del amor humanista. En La próxima vez el fuego, Baldwin dice: 
Si el concepto de Dios tiene alguna validez o utilidad, sólo puede ser para hacernos más grandes, más libres y amorosos. Si Dios no puede hacer eso, es hora de deshacerse de él.
Fue en 1941 a los 17 años, cuando decidió convertirse en ateo.

## Europa
Entre 1948 y 1957 vivió en Francia y viajó por Europa. Vive en Francia la mayor parte de su vida, a veces pasa tiempo en Suiza y Turquía.
En 1948, a los 24 años, se mudó a París y se involucró rápidamente en el radicalismo cultural de la Rive Gauche. Solo tenía 40 dólares a su cuenta pero su mayor deseo era dejar atrás la sociedad estadounidense, y poder escribir sobre ella. James Baldwin consideraba que vivir en una civilización extranjera le llevaba a cuestionar la cultura en la que había nacido. Baldwin fue a París también porque, como dijo Kendall Thomas, ya no podía soportar la discriminación racial del país y la homofobia de Harlem.
Después de escribir artículos para revistas diversas, fue a un pueblo suizo para terminar su primera novela, Ve y dilo en la montaña, publicada en 1953. Esta está basada en la vida del autor y su infancia en Harlem.

## Derechos civiles

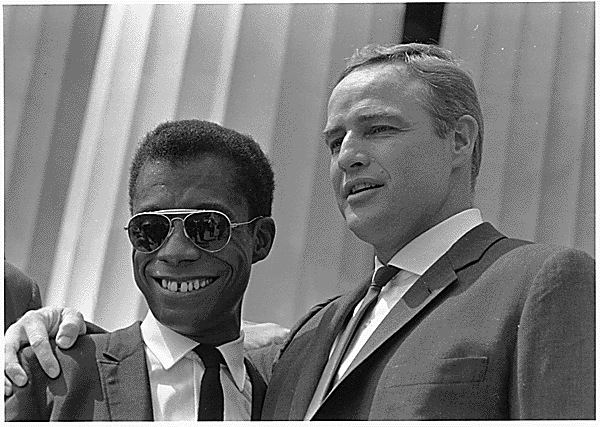
James Baldwin con el actor Marlon Brando, en una marcha contra el apartheid en Estados Unidos, en 1955.

En 1957 volvió a Estados Unidos para participar en el movimiento por los derechos civiles, donde conoció a los activistas Medgar Evers, Martin Luther King y Malcolm X. Después de que sus tres amigos (Evers, Luther King y Malcolm X) fueran asesinados, Baldwin sufrió una crisis nerviosa, se enfermó y finalmente se mudó al sur de Francia para recuperarse.
Sus libros de ensayos Notes of a Native Son (1955) [Notas de un hijo nativo], Nadie sabe mi nombre (Nobody Knows My Name: More Notes of a Native Son, 1961) y La próxima vez el fuego (The Fire Next Time, 1963) son considerados como obras de referencia en este campo. Su obra de teatro Blues para Mister Charlie (Blues for Mister Charlie, 1964) trata el tema del racismo en Estados Unidos.
Pero Baldwin no fue ingenuo. Sabía muy bien que en Francia también había racismo con los africanos, y se acercó a ellos y habló en su nombre varias veces. Explica en esta entrevista para The Guardian en 1962, durante el regreso de Baldwin a Nueva York, que el color de la piel nos impide ir más lejos en nuestra búsqueda interior.

El periodista le preguntó: 
¿Es el prejuicio del color otra forma de ilusión, para evitar hacer estas preguntas?
Y Baldwin le respondió:
Bueno, es... La cuestión del color esconde las cuestiones más serias del individuo y por eso es tan difícil de superar y por qué es tan peligroso para nuestra sociedad. Dejé América porque pensé que si sobrevivía, me ahogaría como escritor en la amargura. Quería ser un escritor, no un escritor negro. Quería saber cómo mi experiencia me conectaba con los demás, no cómo me separaba de ellos. Y descubrí en Europa que era tan americano como un tejano, o incluso más si eso es posible. Todos los americanos que conocí en París tenían eso en común. No importaba que los orígenes de los americanos blancos fueran europeos y los míos fueran africanos. No estaban más a gusto en Europa que yo. Una vez que fui capaz de aceptar que teníamos eso en común - y me llevó mucho tiempo - me liberé de la ilusión de que odiaba a América, y era hora de volver. Había hecho mi primer avance y ganado mi primera batalla conmigo mismo.

## Homosexualidad
En los años cincuenta, Baldwin vivía en Francia con su amante Lucien Happersberger, que fue la inspiración para El cuarto de Giovanni (Giovanni’s Room). Lucien se quedó con él, tanto de cerca como de lejos, hasta su muerte.
El cuarto de Giovanni (Giovanni’s Room, 1956) y Otro país (Another Country, 1962) contienen elementos autobiográficos y tratan temas considerados como tabú en la época en la que fueron escritas, como la homosexualidad y las relaciones amorosas entre personas de razas diferentes.
El cuarto de Giovanni es una de las primeras novelas americanas que trata el tema de la homosexualidad. Fue un acto de audacia, y atrajo críticas por su franqueza incluso de críticos que sólo tres años antes habían alabado generosamente a Baldwin como la nueva voz de la América negra.

## Saint-Paul-de-Vence
En 1970, Baldwin pasó los últimos años de su vida en Saint-Paul-de-Vence, un pueblo del sur de Francia, donde escribió su libro Blues de la calle Beale (If Beale Street Could Talk, 1974). 
Se mudó con su compañero Bernard Hassell, pero nunca estuvieron solos, ya que su casa pronto se convirtió en un lugar de encuentro para sus amigos. El pintor americano Beauford Delaney se quedó allí varias veces y pintó varios retratos de James y Bernard.  
El hermano de James, David, lo visitaba regularmente, al igual que los actores Harry Belafonte y Sidney Poitiers. 
Muchos de sus amigos músicos lo visitaron durante los festivales de jazz de Niza y Juan-les-Pins: Nina Simone, Josephine Baker, Miles Davis, o Ray Charles, para quién James Baldwin compuso varias piezas musicales. El actor Bill Cosby le hizo entregar un ramo de rosas rojas cada año para su cumpleaños, además de una flor cada año.
Hablando un francés impecable, James Baldwin también se hizo amigo de Yves Montand, Simone Signoret y Marguerite Yourcenar, que tradujo su obra The amen corner [El rincón del amén] en francés.
Murió allí en 1987, a la edad de 63 años, debido a un cáncer de estómago. Pero el funeral se celebró en Harlem.

## Su legado

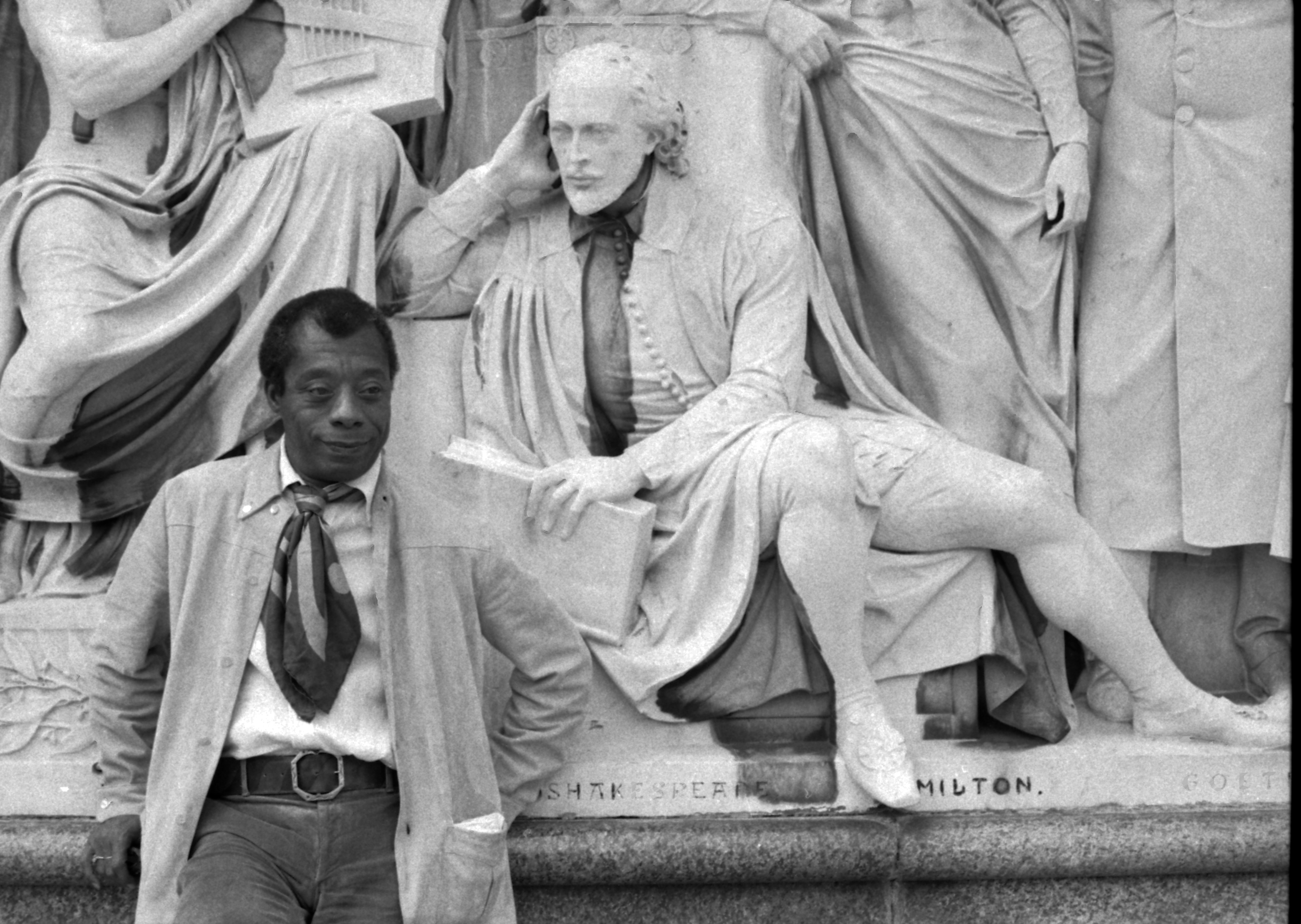
James Baldwin en 1969 ―a los 45 años― ante la estatua de Shakespeare; fotografía de Allan Warren.

Baldwin es conocido por escribir lo que quería a pesar de las críticas del público. La pasión y profundidad con la que Baldwin escribió sobre las experiencias de los negros y los homosexuales en los Estados Unidos lo convirtieron en un importante portavoz del movimiento de derechos civiles. 
La lista de escritores estadounidenses en los que Baldwin influyó posteriormente es larga, incluyendo a Maya Angelou, Lorraine Hansberry, Toni Morrison, ganadora del Premio Pulitzer de Literatura, recuerda a Baldwin como su inspiración literaria y la persona que le mostró el potencial de la escritura. 
Además, Baldwin recibió elogios incluso durante su vida. En 1954, Baldwin ganó la prestigiosa Beca Guggenheim; en 1959, la Beca de la Fundación Ford; y en 1963, el Premio George Polk, entre otros.
Desde la muerte de Baldwin en 1987, sus escritos han sido publicados en todo el mundo y todavía son conocidos como emblemas esenciales del canon americano.

## Obras

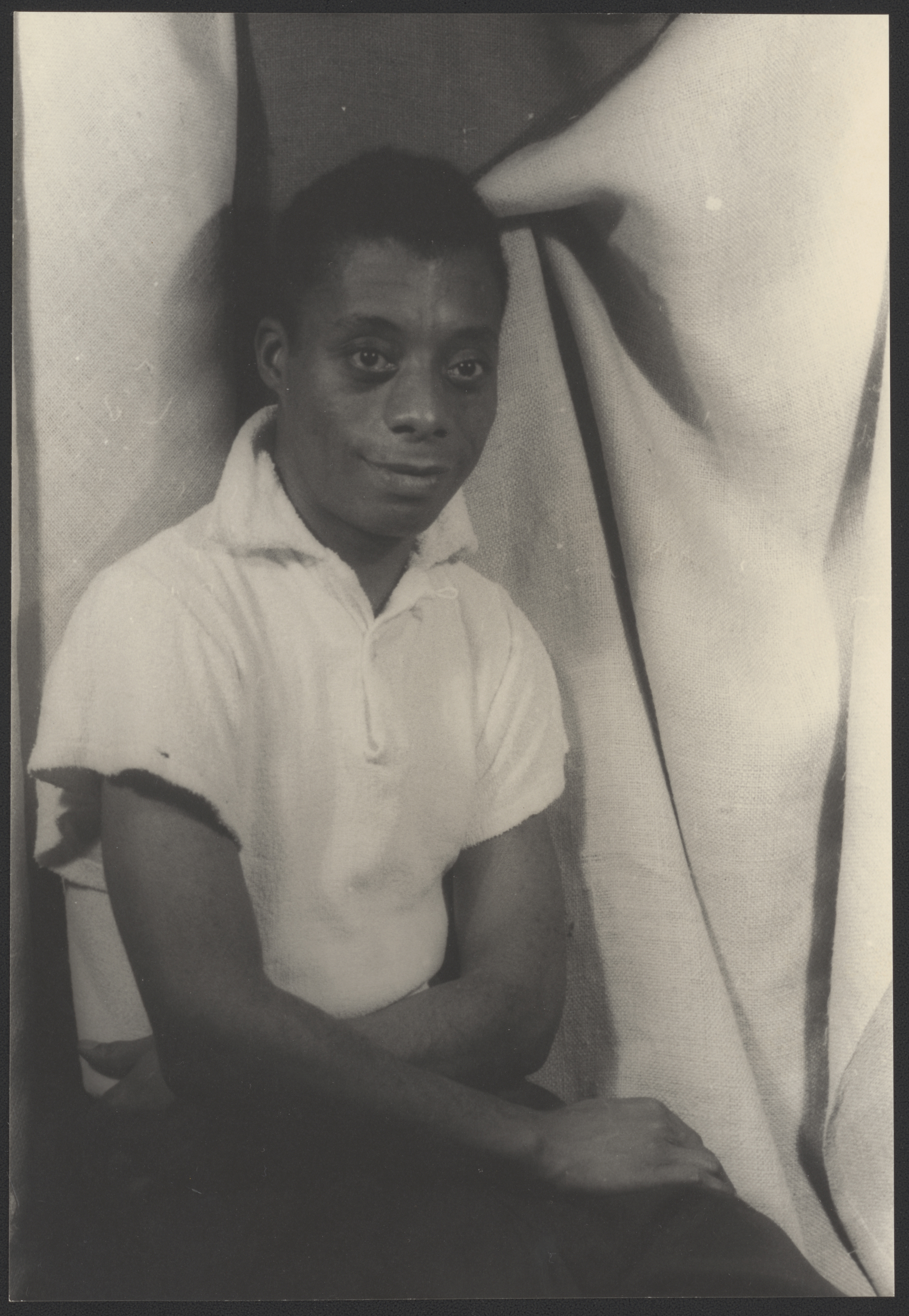
James Baldwin, en 1955.

### Novelas
- 1953:Ve y dilo en la montaña (Go To Tell It in the Mountain), traducido por Andrés Bosch, Barcelona, Lumen, 1972
- 1953: Stranger in the village [Extraño en el pueblo]
- 1956: El cuarto de Giovanni (Giovanni's room), traducido por Estela Canto, Barcelona, Bruguera, 1983
- 1962: Otro país (Another country), traducido por Luis Echávarri, Barcelona, Versal, 1984
- 1968: Dime cuánto hace que el tren se fue (Tell Me How Long the Train's Been Gone), traducido por Andrés Bosch, Barcelona, Lumen, 1974
- 1974: Blues de la calle Beale (If Beale street could talk), traducido por Enrique Pezzoni, Barcelona, Versal, 1987
- 1979: Sobre mi cabeza (Just above my head), traducido por Jaime Silva, Barcelona, Bruguera, 1982

### Cuentos
- 1957: Sonny's blues [Los blues de Sonny]

### Teatro
- 1954: The amen corner [El rincón del amén]
- 1964: Blues para Mister Charlie (Blues for Mister Charlie), traducido por Andrés Bosch, Madrid, Alianza, 1974

### Ensayos
En 1944, se hizo amigo del actor Marlon Brando, y los dos hombres compartieron el mismo apartamento por un tiempo. Probablemente fueron amantes ocasionales y siguieron siendo amigos durante más de 20 años.]]
- 1955: Notes of a native son [Notas de un hijo nativo], ensayos y relatos
- 1961: Nadie sabe mi nombre (Nobody knows my name: more notes of a native son), ensayos y relatos, traducido por Gabriel Ferrater, Barcelona, Lumen, 1970
- 1963: La próxima vez el fuego (The Fire Next Time), traducido por Matilde Horne, Buenos Aires, Editorial Sudamericana, 1964
- 1965: Al encuentro del hombre negro (Going to Meet the Man), ensayos y relatos, traducido por Amiri Baraka, Madrid, M. Castellote, 19--
- 1979: Recuerda esta casa (Remember this house), inconcluso, usado como guion para el documental I Am Not Your Negro
- 1972: No name in the streets [Ningún nombre en las calles]
- 1976: The devil finds work [El diablo encuentra trabajo]
- 1985: The price of the ticket [El precio del billete]
- 1985: The evidence of things not seen [La evidencia de cosas no vistas]

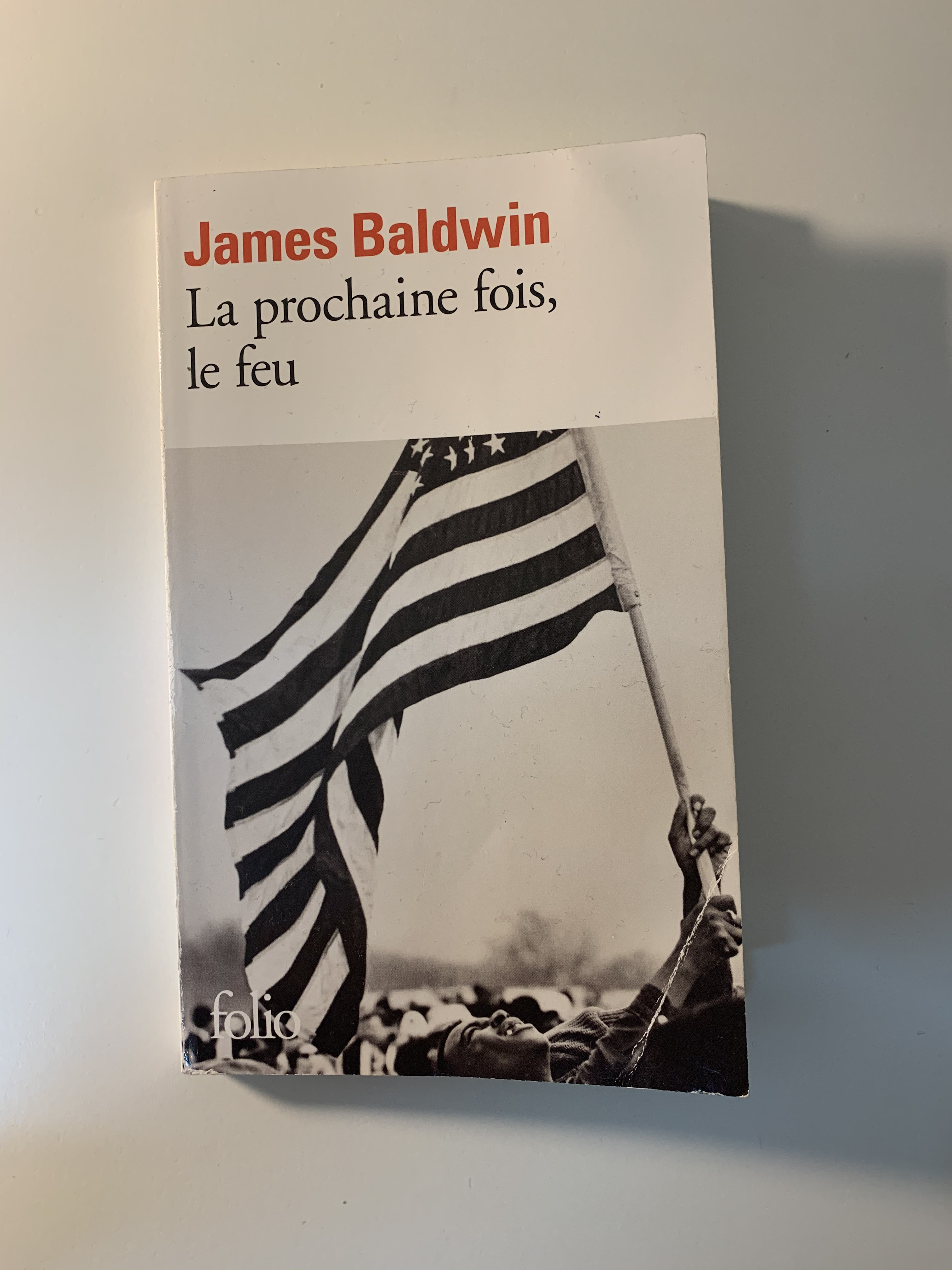
Una versión traducida en francés de "La próxima vez el fuego" (The Fire Next Time). James Baldwin no hablaba francés cuando llegó a Francia en 1948, pero con el tiempo consiguió dominar el idioma.

### Poesía
- 1985: Jimmy's blues [El blues de Jimmy]

### En colaboración con otros autores
- 1964: Nada personal (Nothing personal ), texto escrito por Baldwin, fotografías de Richard Avedon, traducido por Beatriz de Moura, Barcelona, Tusquets, 1971
- 1971: Un golpe al racismo (A Rap on Race ), con Margaret Mead, traducido por Rodolfo Mattarollo Benasso, México, Extemporáneos, 1972
- 1972: One day when I was lost [Un día, cuando me perdí ], escenario basado en la autobiografía de Malcolm X de Alex Haley
- 1973: A dialogue [Un diálogo], con Nikki Giovanni
- 1976: Little man, little man [Hombrecito, hombrecito ], con Yoran Lazac, literatura infantil

## Adaptaciones cinematográficas
Algunos de sus escritos han sido adaptados para el cine.
Remember This House, un manuscrito inacabado fue adaptado para el cine en un documental nominado en los Oscars I Am Not Your Negro (2016) dirigido por Raoul Peck.
La novela If Beale Street Could Talk (1974), fue adaptada y dirigida por Barry Jenkins en una película dramática en 2018 que ganó dos premios de la Academia en los Oscars de 2019.